# Yvrac
Yvrac ist eine französische Kleinstadt mit 2901 Einwohnern (Stand 1. Januar 2022) im Département Gironde in der Region Nouvelle-Aquitaine.  Die Bewohner werden Yvracais und Yvracaises genannt.
Yvrac liegt 11 Kilometer von Bordeaux und 20 Kilometer von Libourne entfernt. Der nächste Autobahnanschluss befindet sich an der Autoroute A89.

## Wirtschaft
Ein wichtiger Erwerbszweig in Yvrac ist der Weinbau. Die Gemeinde ist Teil des Weinbaugebiets Premières Côtes de Bordeaux.

## Bevölkerungsentwicklung
| Jahr      | 1962 | 1968 | 1975 | 1982 | 1990 | 1999 | 2006 | 2017 |
| --------- | ---- | ---- | ---- | ---- | ---- | ---- | ---- | ---- |
| Einwohner | 1012 | 1162 | 1651 | 2202 | 2185 | 2166 | 2312 | 2812 |

## Trivia
Das örtliche Schloss Bellevue wurde 2012 versehentlich von für eine Renovierung engagierten polnischen Bauarbeitern abgerissen.

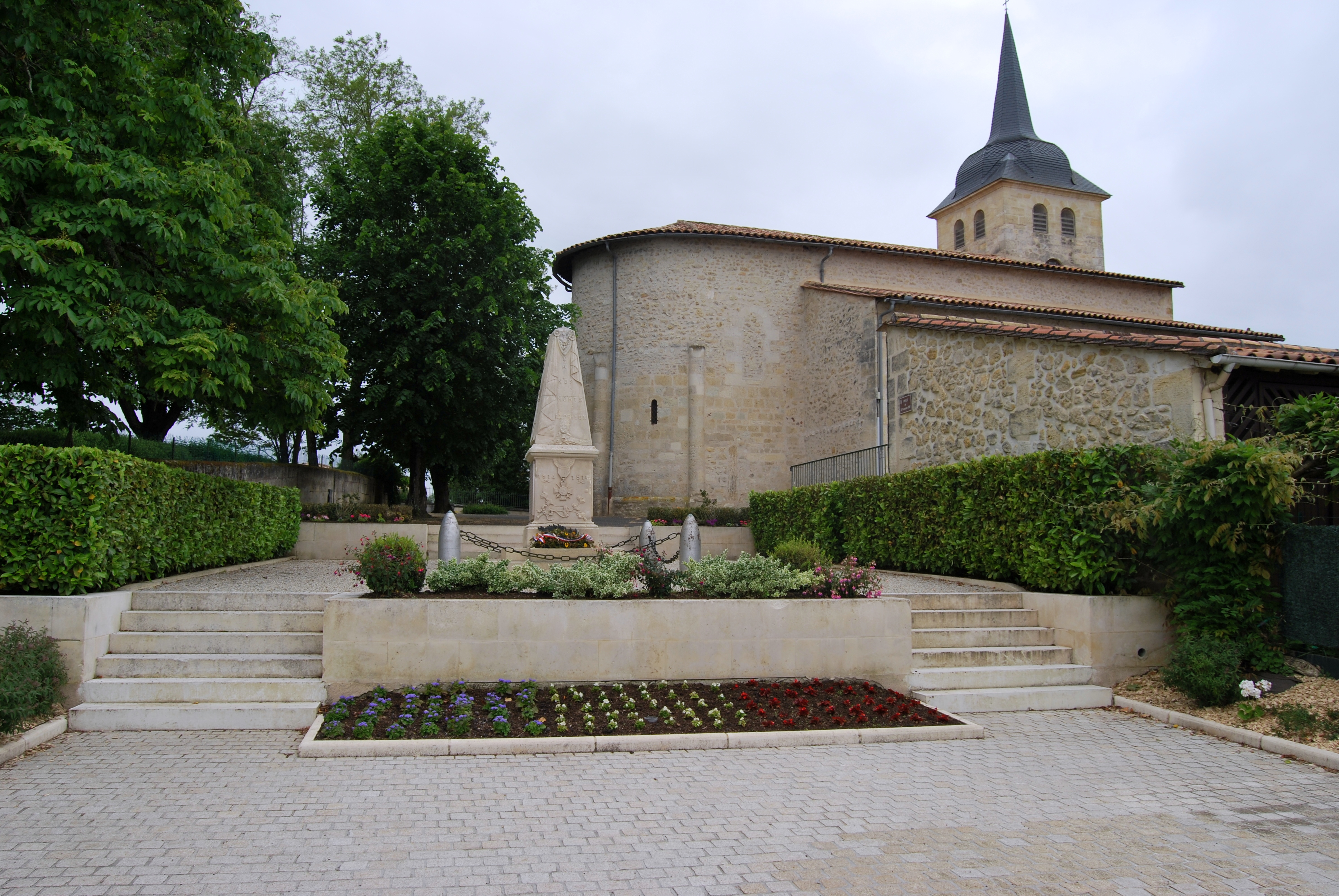
Kirche Sainte-Marie und Gefallenendenkmal